# Cruz del Tercer Milenio
La Cruz del Tercer Milenio es un monumento conmemorativo religioso ubicado en el cerro El Vigía de Coquimbo, Chile. Fue construido con el motivo del jubileo del año 2000 de la Iglesia católica. Su construcción fue iniciada en 1999 y terminada en 2000. Posee 83 metros de altura, 40 m de ancho los brazos de la Cruz y se encuentra a 253 m s. n. m.

## Historia

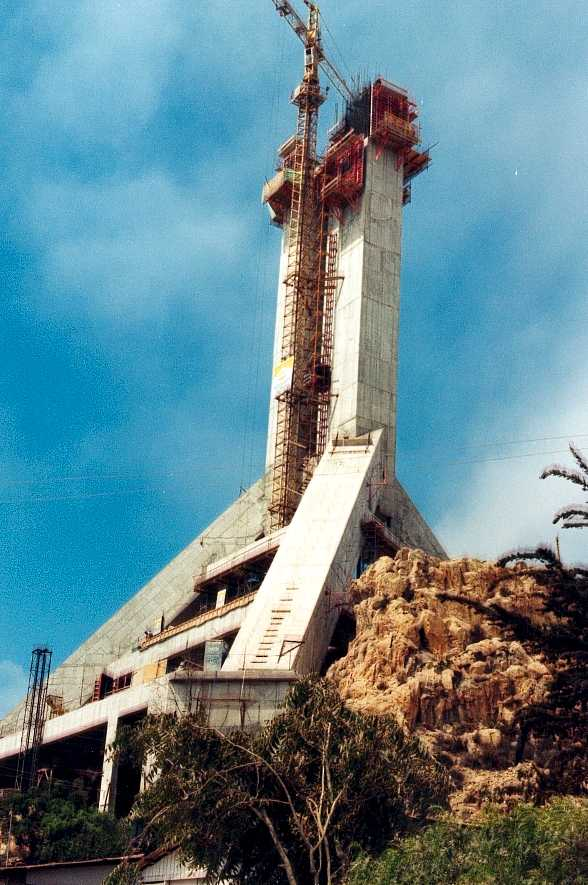
La cruz durante su construcción.

La historia del catolicismo en Chile, se remonta a la llegada de los españoles a esta parte del continente. Esto trajo consigo una herencia católica y cristiana. Además, el legado de antiguos pueblos de pescadores, las tradicionales honras a San Pedro, patrono de los mismos, y los coloridos cultos marianos de fervor popular, han sido huella de esta tradición, manifestándose en festejos que se han mantenido desde 1669 en la Región de Coquimbo, incluyendo las zonas de Andacollo, Guayacán, Sotaquí, como también Coquimbo, lugar donde se encuentra situada la Cruz del Tercer Milenio.
Es también en esta región donde se da lugar a la advocación mariana de nuestra Señora de Andacollo, que se remonta al año 1549. Dentro de este contexto, es que la ciudad de Coquimbo, fue elegida como una de las sedes durante la visita que Juan Pablo II realizara a Chile en 1987. Años más tarde, el Concejo Municipal del puerto, encabezado por su alcalde Pedro Velásquez, decidió elaborar un proyecto para la construcción de un Monumento que conmemorara los 2 000 años del nacimiento de Cristo.
La idea fue concebida luego de constatar en diversos países de Oriente y el Viejo Mundo, que importantes ciudades adquirieron connotación bajo la referencia de monumentos en consagración de sucesos trascendentales. Fue así como, en julio de 1998, una vez realizadas las consultas eclesiásticas, administrativas y técnicas, se tomó la determinación de iniciar este proyecto, trabajo que implicó el esfuerzo de toda la comunidad local, y donde muchas personas se involucraron en el desarrollo de la misma. El lugar escogido para la construcción de la estructura, fue la cumbre del Cerro El Vigía, ubicada a 159 m s. n. m.
Luego de un concurso nacional de arquitectura, convocado por la Ilustre Municipalidad de Coquimbo, el proyecto ganador fue el de los Arquitectos Carlos Aguirre Mandiola, Carlos Aguirre Baeza, Juan Pablo Parentini Gayani y Álvaro Páez Rivera. El 24 de marzo de 2000, el alcalde de Coquimbo presentó el proyecto a Juan Pablo II en Roma, avance que quedó ratificado con la firma del convenio pastoral entre la Municipalidad y el Arzobispado de La Serena el 8 de julio de 2000, comprometiendo la orientación de la vida espiritual del monumento.
En abril de 1999 se daba inicio a los primeros movimientos de tierra en la cumbre del cerro “Vigía”, para que en julio del mismo año se colocara la primera de la obra, que luego de 10 meses de ejecución fue terminada. La obra gruesa fue inaugurada el 5 de mayo de 2000 con la presencia del presidente de la República, Ricardo Lagos.

## Estructura arquitectónica
La Cruz está formada por tres cuerpos independientes, que emergen de un triángulo equilátero que se inserta en la roca. La base triangular, representa a la santísima trinidad. La obra consta de tres niveles. En el primer nivel se ubican el área de culto, conformado por la capilla mayor (en donde se encuentran los obsequios enviados especialmente por el Papa Juan Pablo II), un museo y una muestra fotográfica sobre el inicio, proyecto, construcción e inauguración del monumento. En el segundo nivel se sitúa una plaza dedicada a la oración, donde surgen diez columnas que representan los diez mandamientos y una réplica de La Piedad de Miguel Ángel hecha en bronce.
En el tercer nivel se encuentra el primer mirador a 20 metros, donde en futuras etapas se construirán los doce vitrales que representan a los doce apóstoles, conformados por 2 000 piezas de vidrio de colores. En el último piso está ubicado el mirador principal suspendido a 20 metros por sobre las columnas, y una altura total de sesenta metros por sobre el suelo de acceso al monumento, lo que permite obtener una vista panorámica de la bahía de Coquimbo y La Serena, a una altura total, sumada a la del cerro, de 201 metros sobre el nivel del mar. La iniciativa municipal fue financiada con donaciones populares y de empresas locales y nacionales. Hoy la Cruz es parte del calendario religioso formal como también de la religiosidad popular de la región.